# Бункю
Бункю (яп. 文久 бункю:, грамотная история) — девиз правления (нэнго) японского императора Комэя, использовавшийся с 1861 по 1864 год.

## Продолжительность
Начало и конец эры:
- 19-й день 2-й луны 2-го года Манъэн (по григорианскому календарю — 29 марта 1861);
- 20-й день 2-й луны 4-го года Бункю (по григорианскому календарю — 27 марта 1864).

## Происхождение
Название нэнго было заимствовано из 79-го цзюаня древнекитайского сочинения Хоу Ханьшу「故能文武並用、成長久之計」.

## События
- 1861 год (1-й год Бункю) — обострение отношений между Российской империей и Японией, так называемый Цусимский инцидент;
- 1861 год (1-й год Бункю) — Укаи Гёкусэн (яп. 鵜飼 玉川) основал первую частную фотостудию в Эдо под названием Эйсин до:[7];
- январь 1862 года (12-я луна 1-го года Бункю) — Бонинские острова подтверждены в качестве территории Японии, после «открытия» островов в 1670 году[8];
- 1862 год (2-й год Бункю) — сёгун Токугава Иэмоти женился на младшей сестре императора по имени Кадзу-но-мия (принцесса Кадзу)[9];
- 1862 год (2-й год Бункю) — развёрнуты Реформы годов Бункю (яп. 文久の改革 бункю: но кайкаку), призванные ослабить давление на даймё, усилившееся в годы работы Ии Наосукэ;
- 14 сентября 1862 (21-й день 8-й луны 2-го года Бункю) — Инцидент в Намамуги; сацумские самураи убили британского подданного Чарльза Леннокса Ричардсона на дороге Токайдо;
- 22 апреля 1863 (5-й день 3-й луны 3-го года Бункю) — сёгун Токугава Иэмоти посетил императора — это первый подобный визит после приезда Токугавы Иэмицу в Хэйан-кё 230 лет назад в 11-м году Канъэй (1634 год)[10];
- 28 апреля 1863 года (11-й день 3-й луны 3-го года Бункю) — император Комэй во главе процессии чиновников и даймё отправился в паломничество в храмы Камо; это первая процессия за 230 лет со времён императора Го-Мидзуноо (посетившего замок Нидзё) и первое паломничество в Камо после императора Го-Дайго (1334 год)[10];
- 15 — 17 августа 1863 (2-й — 4-й день 7-й луны 3-го года Бункю) — Сацумско-британская война;
- 1863 год (3-й год Бункю) — инцидент годов Бункю.

## Сравнительная таблица
Ниже представлена таблица соответствия японского традиционного и европейского летосчисления. В скобках к номеру года японской эры указано название соответствующего года из 60-летнего цикла китайской системы гань-чжи. Японские месяцы традиционно названы лунами.
| 1-й год Бункю (Металлический Петух) | 1-я луна*       | 2-я луна   | 3-я луна  | 4-я луна* | 5-я луна  | 6-я луна* | 7-я луна   | 8-я луна*   | 9-я луна               | 10-я луна* | 11-я луна* | 12-я луна     |                |
| ----------------------------------- | --------------- | ---------- | --------- | --------- | --------- | --------- | ---------- | ----------- | ---------------------- | ---------- | ---------- | ------------- | -------------- |
| Григорианский календарь             | 10 февраля 1861 | 11 марта   | 10 апреля | 10 мая    | 8 июня    | 8 июля    | 6 августа  | 5 сентября  | 4 октября              | 3 ноября   | 2 декабря  | 31 декабря    |                |
| Юлианский календарь                 | 29 января 1861  | 27 февраля | 29 марта  | 28 апреля | 27 мая    | 26 июня   | 25 июля    | 24 августа  | 22 сентября            | 22 октября | 20 ноября  | 19 декабря    |                |
| 2-й год Бункю (Водяная Собака)      | 1-я луна        | 2-я луна*  | 3-я луна  | 4-я луна  | 5-я луна* | 6-я луна  | 7-я луна*  | 8-я луна    | 8-я луна* (високосная) | 9-я луна   | 10-я луна* | 11-я луна     | 12-я луна*     |
| Григорианский календарь             | 30 января 1862  | 1 марта    | 30 марта  | 29 апреля | 29 мая    | 27 июня   | 27 июля    | 25 августа  | 24 сентября            | 23 октября | 22 ноября  | 21 декабря    | 20 января 1863 |
| Юлианский календарь                 | 18 января 1862  | 17 февраля | 18 марта  | 17 апреля | 17 мая    | 15 июня   | 15 июля    | 13 августа  | 12 сентября            | 11 октября | 10 ноября  | 9 декабря     | 8 января 1863  |
| 3-й год Бункю (Водяная Свинья)      | 1-я луна*       | 2-я луна   | 3-я луна  | 4-я луна* | 5-я луна  | 6-я луна* | 7-я луна   | 8-я луна    | 9-я луна*              | 10-я луна  | 11-я луна* | 12-я луна     |                |
| Григорианский календарь             | 18 февраля 1863 | 19 марта   | 18 апреля | 18 мая    | 16 июня   | 16 июля   | 14 августа | 13 сентября | 13 октября             | 11 ноября  | 11 декабря | 9 января 1864 |                |
| Юлианский календарь                 | 6 февраля 1863  | 7 марта    | 6 апреля  | 6 мая     | 4 июня    | 4 июля    | 2 августа  | 1 сентября  | 1 октября              | 30 октября | 29 ноября  | 28 декабря    |                |
| 4-й год Бункю (Деревянная Крыса)    | 1-я луна*       | 2-я луна*  | 3-я луна  | 4-я луна* | 5-я луна  | 6-я луна* | 7-я луна   | 8-я луна    | 9-я луна               | 10-я луна* | 11-я луна  | 12-я луна*    |                |
| Григорианский календарь             | 8 февраля 1864  | 8 марта    | 6 апреля  | 6 мая     | 4 июня    | 4 июля    | 2 августа  | 1 сентября  | 1 октября              | 31 октября | 29 ноября  | 29 декабря    |                |
| Юлианский календарь                 | 27 января 1864  | 25 февраля | 25 марта  | 24 апреля | 23 мая    | 22 июня   | 21 июля    | 20 августа  | 19 сентября            | 19 октября | 17 ноября  | 17 декабря    |                |

* звёздочкой отмечены короткие месяцы (луны) продолжительностью 29 дней. Остальные месяцы длятся 30 дней.